# АЭС «Аккую»
АЭС «Акку́ю» (тур. Akkuyu Nükleer Güç Santrali) — строящаяся атомная электростанция (АЭС) на средиземноморском побережье Турции в ильче Гюльнар в иле Мерсин. Строится четыре энергоблока с реакторами типа ВВЭР-1300/509 единичной мощностью 1200 МВт; общая проектная мощность составляет 4800 МВт. Физический пуск первого блока намечен на 2025 год.
Строительство осуществляет АО «Аккую Нуклеар», дочерняя компания госкорпорации «Росатом» на условиях build-own-operate, по соглашению между правительствами России и Турции. Генеральным подрядчиком выступает инжиниринговая компания Росатома «Атомэнергопроект».

## Описание
Электрическая мощность каждого блока АЭС составит 1200 МВт, общая — 4800 МВт. Ожидается, что годовая выработка электроэнергии составит 35 млрд кВт⋅ч и станция будет выдавать 10 % энергии от общих потребностей страны.
Общая стоимость строительства АЭС составляет 22 миллиарда долларов США.
Генеральный заказчик, инвестор проекта и владелец станции после запуска — АО «Аккую Нюклеер» (Akkuyu Nükleer Anonim Şirketi). Генеральный проектировщик станции — ОАО «Атомэнергопроект». Генеральный подрядчик строительства станции — ЗАО «Атомстройэкспорт» (дочернее предприятие «Росатома»). Субподрядчик строительства — АО "Институт Оргэнергострой". 
Технический заказчик — ОАО «Концерн Росэнергоатом». 
Консультант по вопросам лицензирования — ООО «ИнтерРАО-УорлиПарсонс». 
Научный руководитель проекта — НИЦ «Курчатовский институт». 
Генеральный конструктор реакторной установки — ОАО ОКБ «Гидропресс».
Основной объём поставок оборудования и высокотехнологичной продукции для реализации проекта приходится на российские предприятия. Проект предусматривает максимальное участие турецких компаний в строительных и монтажных работах, а также компаний из других стран.
Проект сооружения атомной электростанции «Аккую» в Турции является первым в мире проектом АЭС, реализуемым по модели BOO (build-own-operate, строй-владей-эксплуатируй), при этом российские подрядчики принимают на себя обязательства по проектированию, строительству, обслуживанию, эксплуатации и выводу из эксплуатации станции. Межправительственное соглашение позволяет иностранным инвесторам приобрести долю в акционерном капитале компании в размере до 49 %.

## История

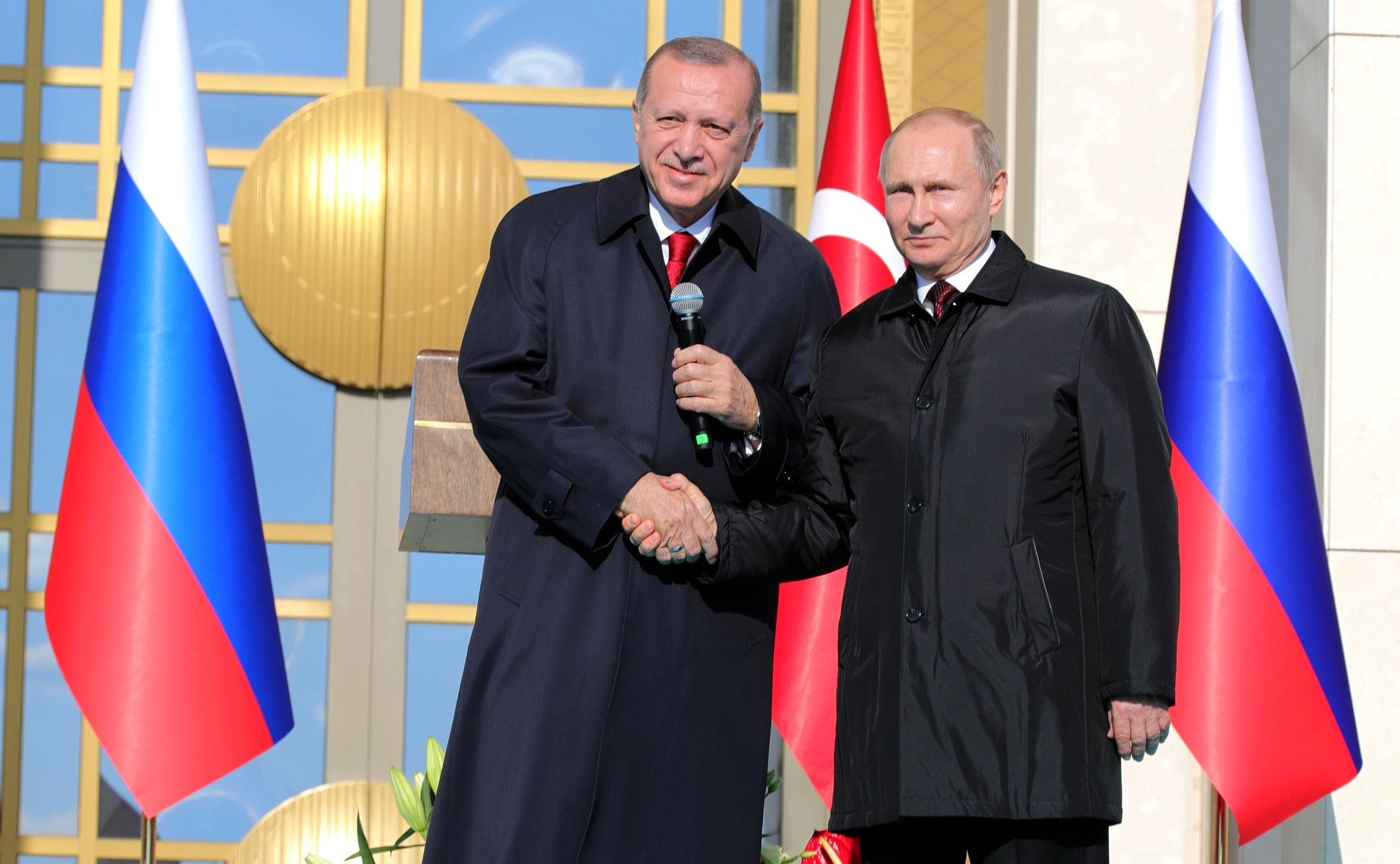
Президент Турции Реджеп Тайип Эрдоган
и Президент России Владимир Путин дают старт строительству. Анкара, 3 апреля 2018 года

10 мая 2010 года в Анкаре подписано российско-турецкое межправительственное соглашение, по условиям соглашения в декабре 2010 года российская сторона учредила на территории Турецкой Республики проектную компанию АО «Аккую Нуклеар» (Akkuyu Nükleer A.Ş.). Одной из первых задач новой компании стала подача заявок в турецкие органы власти на получение разрешительных документов, необходимых для начала строительства АЭС. Весь комплекс работ в этом направлении был выполнен в установленные сроки (до 13 декабря 2011 г.) и в полном объёме.
В марте 2011 года в Турцию прибыла геодезическая группа специалистов ОАО «Атомэнергопроекта» для топографической съёмки местности. Результаты съёмки были использованы для формирования пакета документов на лицензирование и принятие предварительных инженерных решений, а также в качестве исходных данных для последующих этапов изысканий.
В рамках программы по подготовке турецких кадров для работы на первой атомной станции Турции 27 июня 2011 года в Анкаре с участием преподавателей Национального исследовательского ядерного университета «МИФИ» состоялось тестирование турецких абитуриентов по физике и математике. На программу обучения, предусматривающую набор 50 студентов, поступило более 9 тыс. заявок. Прошедшие тестирование студенты в октябре 2011 года начали обучение в филиале МИФИ в Обнинске. По состоянию на 2014 год в российском вузе обучалось уже более 250 турецких граждан. Первый выпуск студентов по этой программе состоялся в марте 2018 года. После прохождения обучения в учебно-технических центрах «Росатома» выпускники войдут в состав эксплуатационного персонала АЭС «Аккую».
В конце 2015 года в связи с обострением российско-турецких отношений появились опасения, что проект может быть заморожен[5]. Согласно заявлению президента Турции Реджепа Тайипа Эрдогана от 19 апреля 2016 г., Турция не намерена отказываться от проекта, несмотря на давление со стороны ЕС[6]. В августе 2016 года президенты России и Турции договорились о возобновлении проекта АЭС «Аккую»[8]. В феврале 2017 года Турецкое агентство по атомной энергии (ТАЕК, регулирующее ведомство Турецкой Республики) одобрило проектные параметры площадки АЭС «Аккую», что является обязательным предварительным условием для выдачи лицензии на строительство.
В июне 2017 года Управление по регулированию энергетического рынка Турции (EPDK) выдало АО «Аккую Нуклеар» лицензию на генерацию электроэнергии на срок до 15 июня 2066 года (49 лет). Тогда же было подписано предварительное соглашение о ключевых условиях (term sheet) с тремя частными турецкими компаниями — Cengiz Holding, Kolin Insaat и Kalyon Insaat, которые впоследствии должны были получить 49 % «Аккую Нуклеар». Окончательное акционерное соглашение планировалось подписать к концу 2017 года.
В октябре 2017 года ТАЕК выдало ограниченное разрешение на строительство, которое позволяет приступить к выполнению строительно-монтажных работ на всех объектах атомной электростанции, за исключением зданий и сооружений, важных для безопасности «ядерного острова». После получения лицензии на строительство состоится закладка «первого бетона» и начнётся сооружение всех зданий АЭС без ограничения.
В марте 2018 года стало известно, что частные турецкие строительные компании вышли из проекта, так как не смогли договориться по коммерческим вопросам. Представители «Росатома» начали переговоры о вхождении в проект государственной турецкой энергокомпании EUAS ICC.
В августе 2019 года Сбербанк России и дочерняя компания Росатома — АО «Аккую Нуклеар» подписали договор о предоставлении банком кредита на строительства АЭС «Аккую» в размере 400 млн долларов. Кредит предоставляется на семь лет. Это первый подобный опыт сотрудничества Росатома и Сбербанка в таких крупных проектах. Сбербанк стал первым кредитором проекта по строительству АЭС «Аккую». Ранее с российской стороны проект осуществлялся за счет средств федерального бюджета России и средств «Росатома».
27 апреля 2023 года был произведён завоз ядерного топлива российского производства на энергоблок № 1.
В январе 2024 года заказчик строительства АЭС «Аккую» подал судебный иск к «Атомстройэкспорту» по взыскании $56.1 миллионов курсовой разницы перечисленному ранее авансу. Так в 2013 году заказчик подписал контракт с «Атомстройэкспортом» и перечислил аванс по договору, в 2020 году договор был расторгнут, однако аванс был возвращён по курсу 2021 года, а за этот период курс рубля сильно обесценился. Третейский суд обязал взыскать курсовую разницу в пользу заказчика, однако в дело вмешалась Генеральная прокуратуры РФ.
Физический пуск блока первоначально намечался на 2024 год. Однако после ужесточения санкций против России, вызванных антиукраинский агрессией, Siemens приостановила поставку своего оборудования. В итого для строящейся АЭС пришлось искать замену в Китае.
7 июня 2024 года гендиректор госкорпорации «Росатом» Алексей Лихачев сообщил, что запуск первого энергоблока АЭС «Аккую» состоится в 2025 году.

## Хронология

### Подготовка
- 13 января 2010 года — совместное заявление заместителя председателя правительства Российской Федерации Игоря Сечина и министра энергетики и природных ресурсов Турецкой Республики Танера Йылдыза о сотрудничестве в области строительства АЭС в Турции. Начало двусторонних переговоров.
- 12 мая 2010 года — подписание Соглашения между Правительством Российской Федерации и Правительством Турецкой Республики о сотрудничестве в сфере строительства и эксплуатации атомной электростанции на площадке «Аккую» в Турецкой Республике.
- 21 июля 2010 года — вступление в силу закона, ратифицирующего Соглашение в Турецкой Республике (Закон № 27648 от 21.07.2010).
- 12 ноября 2010 года — российское правительство определило участников проекта.
- 3 декабря 2010 года — вступление в силу закона, ратифицирующего Соглашение в Российской Федерации (322-ФЗ от 29.11.2010).
- 13 декабря 2010 года — в Турецкой Республике зарегистрировано АО по генерации электроэнергии АЭС «Аккую».
- 26 мая 2011 года — начало полномасштабных инженерных изысканий на территории строительства АЭС «Аккую».
- 2011 год — передача земельного участка во владение АО АЭС «Аккую» для проведения работ по сооружению и эксплуатации АЭС.
- Ноябрь 2015 года — заморозка проекта[17].
- 10 декабря 2017 года — церемония начала строительства АЭС в рамках ограниченного разрешения на строительство (строительно-монтажные работы на всех объектах атомной электростанции, за исключением зданий и сооружений «ядерного острова»)[11].

### Строительство первого энергоблока
- 2 апреля 2018 года — турецкое агентство по атомной энергии (ТАЕК) выдало лицензию на строительство энергоблока № 1 АЭС «Аккую»[18].
- 3 апреля 2018 года — в ходе совместной церемонии в Анкаре Президент Турции Реджеп Тайип Эрдоган и Президент России Владимир Путин по видеосвязи дали начало строительству станции[7].
- 22 января 2019 года — волгодонский филиал «АЭМ-технологии» (входит в машиностроительный дивизион Росатома — Атомэнергомаш) изготавливает днище корпуса реактора первого энергоблока АЭС «Аккую»[19].
- 8 марта 2019 года — завершилось бетонирование фундаментной плиты реакторного здания энергоблока № 1 АЭС «Аккую»[20].
- 29 июля 2019 года — на строительную площадку АЭС «Аккую» прибыл первый крупногабаритный груз для энергоблока № 1 — устройство локализации расплава («ловушка расплава»). Она спроектирована для энергоблоков 3-го поколения и является важнейшим элементом системы защиты АЭС.
- 9 декабря 2019 года — компания «Аккую Нуклеар», занимающаяся проектом по сооружению первой атомной электростанции в Турции, и акционерное общество по передаче электроэнергии Турции TEIAS подписали соглашение о подключении АЭС «Аккую» к энергосистеме страны[21].
- В начале июня 2021 года был установлен в проектное положение корпус реактора и смонтирован третий ярус внутренней защитной оболочки[22].
- 27 апреля 2023 — завоз российского ядерного топлива на АЭС «Аккую» и торжественная церемония по случаю, при участии обоих президентов по видеосвязи[23].

31 мая 2023 года завершился этап бетонирования купола внутренней защитной оболочки, обеспечивающей герметичность реакторного здания (422 т арматуры и более 3200 кубометров бетона) .
12 декабря 2024 года в «Росатоме» сообщили о завершении монтаж турбины на первом энергоблоке.
8 июля 2025 года было объявлено о проведении пусконаладочных работ на первом энергоблоке и подготовке его к пуску.

### Строительство второго энергоблока
- В сентябре 2019 года Турция выдала основную лицензию на строительство второго блока АЭС «Аккую»[27].
- 8 апреля 2020 года началось строительство второго энергоблока АЭС.
- 1 сентября 2021 года приступили к отгрузке парогенераторов для энергоблока № 2 АЭС «Аккую»[28].
- В январе 2022 года доставлен компенсатор давления реактора для энергоблока №2, произведённый на Ижорских заводах[6].

### Строительство третьего энергоблока
- 17 ноября 2020 года — министерство энергетики и природных ресурсов Турции выдало лицензию компании «Аккую Нуклеар» на строительство третьего энергоблока АЭС «Аккую»[29].
- 10 марта 2021 года состоялась торжественная церемония, посвященная началу строительства третьего энергоблока[30].
- В начале ноября 2023 году «Росатом» доставил на площадку строительства АЭС корпус реактора для третьего энергоблока[31].

### Строительство четвертого энергоблока
- В октябре 2021 года выдана лицензия на строительство четвёртого энергоблока[32]. На июль 2022 года на заводе «Атоммаш» идёт изготовление основания реактора энергоблока[33].
- 21 июля 2022 года заливкой первого бетона в фундаментную плиту объёмом более 17 000 м3  дан старт строительству четвёртого энергоблока[34].

## Энергоблоки
| Энергоблок         | Тип реакторов | Мощность | Мощность | Начало строительства | Подключение к сети | Ввод в эксплуатацию  | Закрытие |
| Энергоблок         | Тип реакторов | Чистый   | Брутто   | Начало строительства | Подключение к сети | Ввод в эксплуатацию  | Закрытие |
| ------------------ | ------------- | -------- | -------- | -------------------- | ------------------ | -------------------- | -------- |
| Аккую-1 (строится) | ВВЭР-1300/509 | 1114 МВт | 1200 МВт | 03.04.2018           |                    | 2026 (план)          |          |
| Аккую-2 (строится) | ВВЭР-1300/509 | 1114 МВт | 1200 МВт | 08.04.2020           |                    | не ранее 2027 (план) |          |
| Аккую-3 (строится) | ВВЭР-1300/509 | 1114 МВт | 1200 МВт | 10.03.2021           |                    | апрель 2027 (план)   |          |
| Аккую-4 (строится) | ВВЭР-1300/509 | 1114 МВт | 1200 МВт | 21.07.2022           |                    | апрель 2028 (план)   |          |

## Критика
В докладе «Института проблем энергетики», подготовленного группой экспертов под руководством бывшего заместителя министра по атомной энергии России Булата Нигматуллина, постройка и эксплуатация АЭС отмечалась как экономически невыгодная для России и «кабальная», в частности:
- отсутствуют финансовые обязательства со стороны Турции (с высокой вероятностью все расходы будут оплачены из российского бюджета, при этом более половины из них освоят турецкие подрядчики);
- отсутствуют обязательства турецкой стороны по строительству ЛЭП и подстанций для выдачи мощностей;
- неясно, будет ли спрос на электроэнергию АЭС, так как станция расположена вблизи курортной зоны Анталья, где отсутствуют крупные промышленные предприятия;
- граждане Турции бесплатно обучаются для эксплуатации АЭС;
- цена на электроэнергию зафиксирована на 25 лет, без учёта инфляции доллара, роста мировых цен на электроэнергию и изменения курса валют;
- в соглашении не прописаны форс-мажорные обстоятельства, а также запрет на национализацию АЭС;
- проектная компания получила беспроцентный кредит на строительство, что является беспрецедентным в практике долгосрочных международных инвестиционных контрактов.

В турецких СМИ проект также критиковался. В частности, недовольство вызвало то, что в тексте Соглашения прописано обязательство со стороны Турции в течение первых 15 лет после ввода в эксплуатацию покупать произведённую на ней электроэнергию по фиксированной цене $0,12 за 1 кВт*ч (по данным издания «Ahval News», сравнившего эту цену с ценой заключённого между Россией и Египтом аналогичного контракта, цена $0,12 за 1 кВт*ч является завышенной в два раза).